# George Wythe
George Wythe (Chesterville, 3 dicembre 1726 – Richmond, 8 giugno 1807) è stato un giudice e politico statunitense.
Fu uno dei Padri fondatori degli Stati Uniti d'America. Il primo dei sette firmatari della Dichiarazione d'indipendenza degli Stati Uniti d'America, rappresentante dalla Virginia preso il Congresso continentale e la Convenzione di Filadelfia e partecipò a un comitato che stabiliva le regole e le procedure della Convenzione. Egli lasciò la Convenzione prima di sottoscrivere la Costituzione degli Stati Uniti per assistere la moglie morente. Fu eletto alla Convenzione di Ratifica della Virginia e si curò di assicurare che il suo Stato di residenza ratificasse la Costituzione. Wythe ebbe come studenti, e ne fu un mentore, Thomas Jefferson, John Marshall, Henry Clay e altri importanti uomini politici degli Stati Uniti d'America.
Nato in una benestante famiglia di proprietari di piantagioni, Wythe intraprese una carriera di legale a Williamsburg in Virginia, dopo aver studiato presso suo zio. Egli divenne un membro della Camera bassa nel 1754 e contribuì alla supervisione delle spese durante la guerra franco-indiana. Si oppose allo Stamp Act del 1765 e ad altre tasse imposte dal Regno di Gran Bretagna alle Tredici colonie. Egli fu anche un delegato alla Convenzione costituzionale del 1776, svoltasi in Virginia, e collaborò al disegno del sigillo della Virginia.
Wythe prestò servizio come giudice per gran parte della propria vita, prima come giudice di pace e poi presso la Virginia Court of Chancery. Egli fu anche un eminente professore di giurisprudenza presso il College di William e Mary ed ebbe numerosi allievi divenuti poi famosi. Rimase particolarmente vicino a Thomas Jefferson, uno di questi, a cui lasciò in eredità la sua consistente raccolta di libri. 

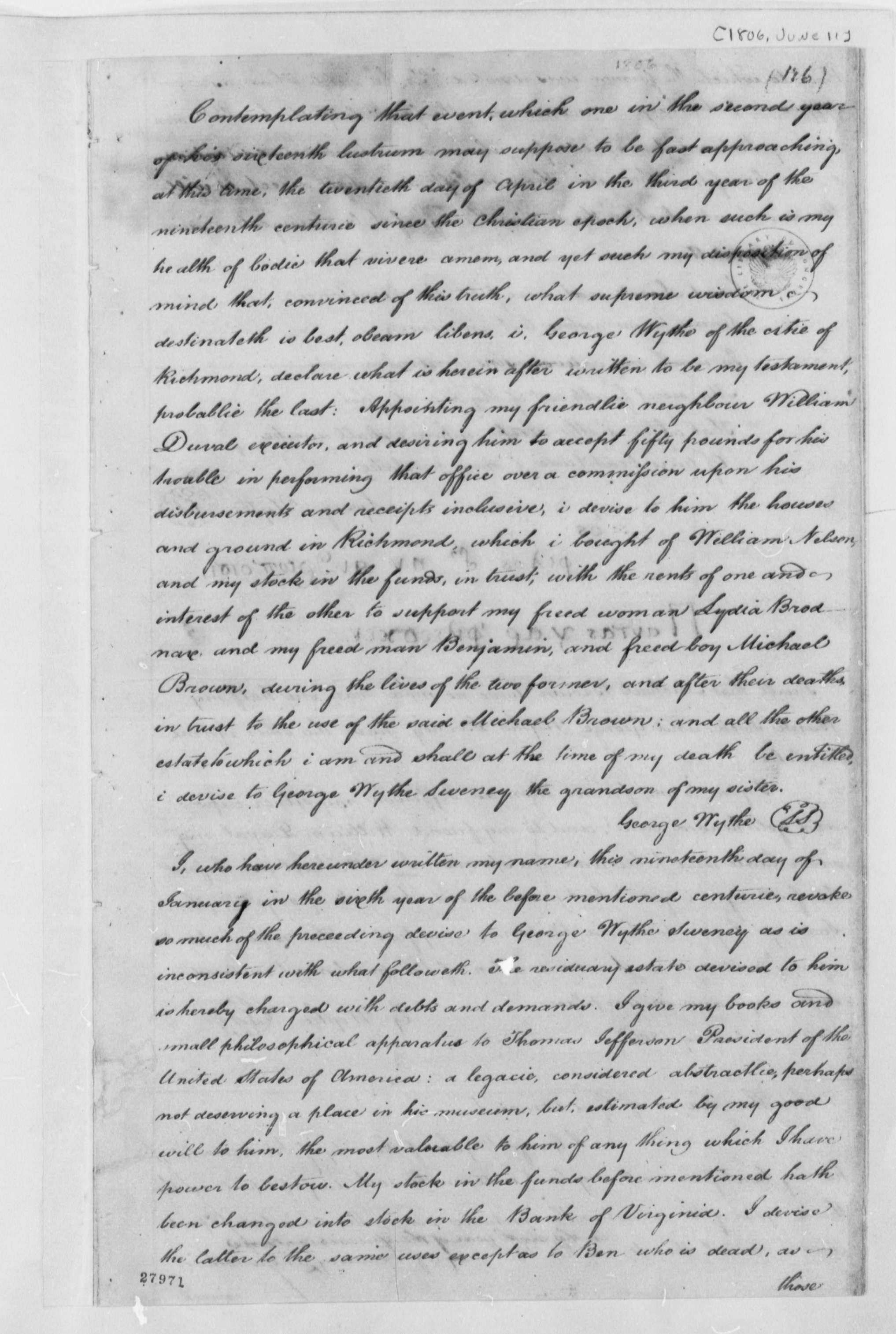
Testamento di George Wythe, 1806, che lasciò i suoi libri a Thomas Jefferson

Wythe fu sempre più assillato dallo schiavismo americano e liberò tutti i suoi schiavi alla fine della Rivoluzione americana. Wythe morì nel 1806, apparentemente per avvelenamento; il suo pronipote George Sweeny fu processato e assolto per l'omicidio di Wythe.

## Giovinezza e formazione

Stemma di George Wythe

Wythe nacque il 3 dicembre 1726 a Chesterville, nella piantagione gestita per tre generazioni dalla famiglia Wythe, in quella che allora era la Contea di Elizabeth City e che oggi è la città autonoma di Hampton, in Virginia. Suo bisnonno materno era George Keith, un ministro quacchero e uno dei primi oppositori della schiavitù, che tornò nella Chiesa anglicana ma fu rimandato come missionario sulla costa orientale, prima del suo ritorno definitivo in Inghilterra. Sua madre, Margaret Walker di Kecoughtan, in Virginia, era una donna istruita, probabilmente cresciuta come quacchera, e instillò nel figlio l'amore per la cultura. Nei suoi ultimi anni, Wythe divenne noto per i suoi antiquati vestiti di quacchero, come per le sue gentili maniere, che avrebbero portato anche un cane scontroso a "calmarsi e a dimenare la coda". Dopo la morte di suo padre, Wythe probabilmente frequentò la scuola di grammatica a Williamsburg prima d'iniziare un tirocinio legale nello studio di suo zio, Stephen Dewey, nella Contea di Prince George.

## Carriera
Wythe fu ammesso al Foro nella Contea di Elizabeth City nel 1746, lo stesso anno in cui morì sua madre. Egli quindi si trasferì nella contea di Spotsylvania per iniziare la pratica legale in numerose contee del Piedmont. Nel 1747 sposò Ann Lewis, figlia del suo mentore Zachary Lewis. La moglie morì il 10 agosto 1748. Vedovo senza figli ritornò a Williamsburg; colà, Wythe fece della legge e dell'insegnamento la propria vita, iniziando quel che sarebbe poi divenuta una brillante carriera nel servizio pubblico. Il suo motto era Secundis dubiisque rectus (tradotto come "Retto nella prosperità e nei pericoli.")

### Politico, colono e mentore

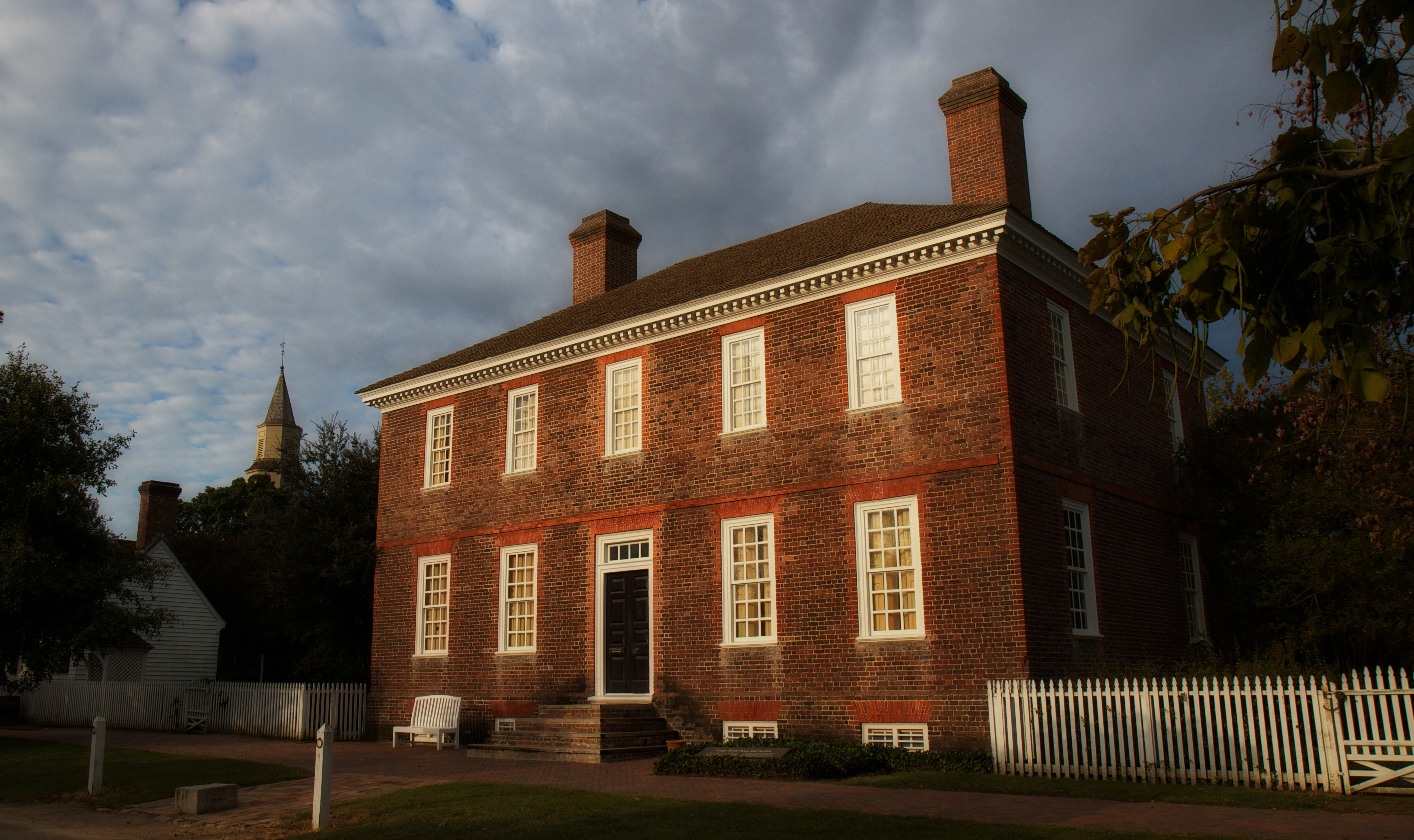
La George Wythe House a Colonial Williamsburg, Williamsburg, Virginia

Nell'ottobre 1748 i rapporti famigliari (Benjamin Waller era parente di Zachary Lewis) probabilmente aiutarono Wythe ad assicurarsi il suo primo lavoro di governo come impiegato nei due potenti comitati della Camera bassa: quello di privilegi ed elezioni e quello di proposte e rimostranze. Wythe continuò anche a praticare legge di fronte a quei comitati e al Tribunale Generale in Williamsburg, cosa a quei tempi consentita. Nel 1750 Wythe fu eletto per la prima volta Consigliere comunale di Williamsburg. Wythe prestò anche servizio brevemente come Procuratore generale negli anni 1754–1755, incaricato dal sostituto governatore Robert Dinwiddie mentre Peyton Randolph andava a Londra ad appellarsi per conto dei cittadini contro l'onere, applicato da Dinwiddie, della tariffa di una pistola per apporre un sigillo ufficiale agli atti immobiliari. Wythe diede le dimissioni quando Randolph tornò dalla sua missione, rivelatasi inutile. Dinwiddie tornò in Inghilterra meno di tre anni dopo il rientro di Randolph.
Nella sessione del 22 agosto 1754 Wythe sostituì il defunto Armistead Burwell come il cittadino che rappresentava Williamsburg. Nel 1755 il fratello minore di Wythe, Thomas, morì non lasciando figli. Wythe ereditò la piantagione della famiglia Chesterville e fu nominato al posto di suo fratello (e formalmente di suo padre) al tribunale della Contea di Elizabeth City. Wythe probabilmente continuò a vivere a Williamsburg, poiché la sua opera legislativa continuò, e sposò Elizabeth Taliaferro. Suo padre, il proprietario di piantagioni Richard Taliaferro, costruì per loro una casa a Williamsburg ora chiamata Casa Wythe, anche se Wythe vi risiedette solo dopo la morte di Taliaferro.
Wythe prestò servizio come delegato di Williamsburg nelle sessioni del 1754 e del 1755 (ma non in quelle delle assemblee degli anni 1756–1758). Durante questo intervallo, Wythe fu rinominato membro dei comitati su privilegi ed elezioni e su proposte e rimostranze, come anche del comitato per le Corti di giustizia, e nel 1759 del comitato di corrispondenza (con un agente della colonia in Inghilterra). Nel 1759 il College di William e Mary elesse Wythe come suo rappresentante per sostituire Peyton Randolph e lo rielesse nel 1760 e nel 1761. Wythe contribuì alla supervisione delle spese per la difesa connesse alla guerra franco-indiana. Nelle assemblee degli anni 1761, 1765 e 1767, Wythe fu uno dei due rappresentanti della contea di Elizabeth City.
Sebbene fosse noto per la sua modestia e tranquilla dignità, Wythe alla fine si guadagnò una reputazione di radicale per la sua opposizione alla legge del bollo del 1765 e successivamente ai tentativi da parte del governo britannico di regolare le colonie d'oltremare. Nel frattempo, Wythe mantenne una stretta amicizia con i successivi governatori Francis Fauquier e Norborne Berkeley, 4º Barone Botetourt. Wythe si guadagnò anche una reputazione di personale integrità, che anni dopo portò il reverendo Lee Massey a definire Wythe "il solo avvocato onesto che io abbia mai conosciuto."
Fauquier, Wythe e il professore del college William Small spesso socializzavano fra loro, conversando di filosofia, storia naturale, lingue, storia e altre materie. Nel 1762 Small suggerì a Wythe di supervisionare il corso d'istruzione legale di uno studente d'eccezione, Thomas Jefferson, cosa che ebbe un profondo impatto anche al di là delle loro vite.

### Pratica giuridica
Nell'estate del 1766 si verificarono tre avvenimenti che influenzarono profondamente Wythe, Jefferson e molti altri virginiani che divennero Padri Fondatori e insistettero sulla separazione dei poteri fra i tre rami del nuovo governo. Quando John Robinson, il potente speaker della Camera bassa, morì, la sua situazione economica era quasi d'insolvenza (con molti debiti e anche con crediti difficilmente esigibili) e i conti che Robinson teneva come tesoriere erano irregolari. Invece di distruggere la valuta cartacea riscattabile dopo la guerra franco-indiana, Robinson l'aveva imprestata ai suoi sostenitori politici (piantatori della Virginia del Sud come lui). Tenendo la valuta in circolazione aiutò questi alleati a pagare i propri debiti ma tese anche a svalutare la moneta corrente, oltre ad andare contro le leggi sul riscatto che l'assemblea aveva approvato. Gli esecutori testamentari di Robinson mantennero segreti per decenni i nomi dei beneficiari dei grossi prestiti politici ma non riuscirono a sopire del tutto lo scandalo delle proprietà di John Robinson.
Il 20 giugno 1766 il colonnello John Chiswell (padre della vedova di Robinson e socio in affari di Robinson), il governatore Fauquier e William Byrd III uccisero il mercante Robert Routledge (al quale essi dovevano del denaro) all'interno del tribunale del Cumberland. Accusato di omicidio, Chiswell fu portato, sotto scorta di guardie armate, a Williamsburg per il processo nella successiva sessione del Tribunale Generale (che comprendeva molti uomini provenienti da contee lontane che erano anche delegati all'assemblea, e quindi i due istituti si riunivano contemporaneamente). Prima che il gruppo avesse raggiunto la prigione di Williamsburg, tre giudici (John Blair, Presley Thornton e Byrd) lo fermarono lungo la strada e consentirono a Chiswell di pagare una cauzione fino a settembre, poiché la prossima sessione del tribunale sarebbe iniziata a ottobre.
Nel frattempo, l'editore del Virginia Gazette era deceduto. Quando fu chiaro nella primavera del 1766 che la legge sul bollo non sarebbe stata applicata, due editori aprirono attività a Williamsburg. Entrambi i giornali prosperarono con le conseguenti controversie. Il 4 luglio il giudice Blair spiegò in una pubblica lettera che i giudici avevano contato sulle assicurazioni di "tre eminenti avvocati" che avrebbero potuto garantire la cauzione di Chiswell, così come due deposizioni di Routledge, che ponevano l'accento sul fatto che la cauzione di seimila sterline poteva essere recuperata se Chiswell non si fosse presentato al processo. In risposta, 'Dikephilos' scrisse che la sua personale indagine confermava che Routledge era ubriaco, ma Chiswell no, e inoltre che nessuno dei due che avevano deposto in favore di Chiswell erano stati testimoni dello scontro fisico. Egli predisse un sollevamento di popolo se il processo avesse scorrettamente favorito l'aristocratico imputato; seguirono più lettere pubblicate.
Il 1º agosto Wythe identificò sé stesso via stampa come uno dei legali consultati e disse che la sua opinione si era limitata alla questione della cauzione. Dopo che Chiswell era tornato a Williamsburg in settembre, il suo avvocato, John Wayles, pubblicò le due deposizioni fornite ai giudici, che provavano di provenire dallo stesso Wayles e dal vicesceriffo di Cumberland. Il giudice Blair divenne furioso quando Wayles aggiunse un dettaglio alla copia resa pubblica della propria deposizione (che egli aveva ottenuto dai registri del tribunale), apparentemente per seguire la deposizione del vicesceriffo. Il giudice Byrd, d'altra parte, si unì a Wayles nel richiedere un'accusa scritta contro il Col. Robert Bolling, Jr., sostenendo che Bolling avesse scritto l'anonima critica al deposito della cauzione, pubblicata l'11 luglio. Il Gran Giurì rifiutò, emettendo invece un no alla cauzione. Comunque, la buona reputazione di Wythe potrebbe essere stata offuscata. Quando l'assemblea si riunì nuovamente, Robert Carter Nicholas fu nominato tesoriere, Peyton Randolph divenne speaker, e suo fratello John Randolph divenne Procuratore Generale del re, una posizione alla quale Wythe aveva aspirato. Chiswell decedette inaspettatamente nella propria casa di Williamsburg il 15 ottobre, prima che il suo processo potesse incominciare. Jefferson alcuni decenni dopo nella sua Kentucky Resolution riecheggiò l'anonimo articolista del Virginia Gazette del 12 settembre 1766, che affermò:
(Anonimo del Virginia Gazette del 12 settembre 1766)
Wythe continuò la sua fiorente pratica legale con l'assistenza di Jefferson. Nel 1767 Wythe presentò Jefferson al Foro del Tribunale Generale, e Jefferson fu nominato cancelliere presso la House of Burgesses. L'anno seguente, Wythe scrisse all'agente delle Colonie a Londra per assicurarsi le copie complete dei giornali dei membri del Parlamento dalla fondazione delle colonie fino al 1752, che avrebbero dovuto essere inviate annualmente al re, al segretario di stato e ai Lord of Trade, sottolineando che "esso non fosse stato reso pubblico né seguito con grandi spese". Il segreto può essere stato correlato al continuo malcontento nel Massachusetts contro i Townshend Acts o l'interregno amministrativo tra il decesso di Fauquier in marzo e l'arrivo di Botetourt in ottobre. Wythe ordinò anche giornali stampati della Camera dei Comuni e i libri della casistica della legge a Londra. Il prestigio sociale di Wythe rimase elevato, poiché i suoi seguaci membri del Consiglio Comunale lo elessero sindaco di Williamsburg per gli anni da 1768 al 1769. I suoi compagni parrocchiani elessero Wythe all'assemblea parrocchiale della chiesa parrocchiale di Bruton nel 1769.
Botetourt giunse il 26 ottobre 1768, quale primo governatore della Virginia, per gestire di persona la colonia per sedici anni. Sebbene Botetourt avesse sciolto la House of Burgesses la primavera successiva, a seguito di un ordine del re a tutti i governi coloniali dopo le proteste nel Massachusetts contro le Leggi di Townshend, Wythe cercò di placare i dipendenti del governatore così che i delegati potessero pubblicare una risoluzione di protesta prima di ricevere l'ordine di scioglimento. I coloni allora si ritirarono nella taverna di Raleigh, una delle taverne più grandi nella Virginia coloniale, dove approvarono le Risoluzioni di Non Importazione della Virginia il 18 maggio, 1769. Qualcuno sostenne che lo status proprio di Wythe quale dipendente lasciò il proprio nome fuori da questo documento. In ogni caso, i coloni diedero uno spettacolare ricevimento in onore di Botetourt quel Natale e le cerimonie per i suoi funerali nel successivo autunno furono le più sofisticate nella storia della Virginia. Essi approvarono anche l'erezione di una statua del governatore in marmo da erigersi a pubbliche spese.

### Rivoluzione
Il successivo governatore regio, John Murray, IV conte di Dunmore, portò Wythe e la Virginia sull'orlo della rivoluzione. Dunmore giunse a Williamsburg da New York il 26 settembre 1771. Voci sulle sue norme come governatore di New York, che comprendevano accuse di corruzione e maltrattamenti da parte dei suoi compagni sui giudici locali, seguirono presto. Sebbene alcuni acclamassero le sue offensive militari contro gli Indiani (più tardi note come Guerra di Lord Dunmore) come rafforzamento delle richieste di terre della Virginia, Wythe, Jefferson e molti altri si offesero per l'arrogante personalità di Dunmore. Dunmore tentò di governare senza i coloni, ma contraffazioni e altri guai con il denaro lo costrinsero a convocare l'assemblea all'inizio del 1773. I delegati cominciarono a riportare voci riguardo a sospetti sull'incendio della nave Gaspee in Rhode Island, che poteva essere giudicato in Inghilterra. Quando il 3 marzo 1773 essi decisero d'istituire un Comitato di Corrispondenza, Dunmore pospose l'assemblea. Per di più, il Parlamento approvò la tassa sul tè nel maggio 1773, e il 16 dicembre i Figli della Libertà promossero il Boston Tea Party. Dunmore provò a riconvocare i delegati nel maggio successivo. Il 24 maggio 1774 la House of Burgesses approvò una risoluzione che dichiarava il 1º giugno giorno di festa e di preghiera, risoluzione che Wythe firmò e spedì. Contrariato, Dunmore sciolse l'assemblea. I delegati si spostarono per condurre i loro affari presso la taverna di Raleigh e s'incontrarono ancora a metà maggio in Richmond.
Wythe partecipò alla Seconda Convenzione della Virginia come rappresentante di Williamsburg. L'incontro si tenne nella chiesa episcopale di San Giovanni a Richmond, in Virginia. Patrick Henry eccitò i delegati con le sue parole: Give me liberty, or give me death! (Datemi la libertà o datemi la morte). I delegati concordarono nel formare una milizia, e la prospettiva di una resistenza armata fece sì che Dunmore provasse a rimuovere le forniture militari da Williamsburg alle navi britanniche al largo. Wythe si arruolò nella milizia immediatamente dopo il ritorno a casa. Nell'Incidente della polvere da sparo del 20 aprile 1775 Peyton Randolph, Robert Carter Nicholas e Carter Braxton aiutarono a stemperare i tentativi di Henry per forzare il ritorno della polvere da sparo, negoziando un pagamento da Dunmore.

Nella Dichiarazione d'Indipendenza di John Trumbull, Wythe si trova di profilo, il più lontano dalla vista di chi vede l'immagine. Il dipinto di Trumbull del 1818 venne utilizzato sul verso della banconota statunitense da due dollari, ma l'immagine di Wythe fu estratta dal dipinto.

Il 10 maggio 1775 il Secondo congresso continentale si tenne a Filadelfia. Quando la guerra parve inevitabile, Wythe fu eletto delegato della Virginia per sostituire George Washington, che aveva assunto il comando dell'Esercito continentale. George ed Elizabeth Wythe si trasferirono a Filadelfia in settembre, ove furono vaccinati contro il vaiolo, come fu per i colleghi delegati Francis Lightfoot Lee con la moglie e altri. Entro ottobre, Jefferson si era riunito al Congresso per lavorare con il suo ex insegnante e con gli altri delegati, sebbene una tragedia personale lo obbligasse a lasciare per cinque mesi, in gennaio e in primavera. Wythe accettò molti incarichi relativi a materie militari, valutarie e altre. Egli, John Dickinson e John Jay andarono anche nel New Jersey quell'inverno e convinsero l'assemblea della colonia a mantenere unito il fronte.
Quando le petizioni e altri tentativi avevano fallito nel risolvere la crisi entro la successiva estate mentre i razziatori di Dunmore saccheggiavano gli insediamenti della Virginia dalle sue vie d'acqua, Wythe si trasferì e quindi votò in favore della risoluzione per l'indipendenza che Jefferson aveva abbozzato al suo ritorno. I suoi colleghi delegati della Virginia a Filadelfia avevano una tale stima di Wythe che lasciarono il primo spazio libero per lui quando avrebbe firmato la Dichiarazione d'Indipendenza.
Per di più, John Adams, cui non piacevano molti virginiani, aveva una stima così elevata di Wythe che scrisse Pensieri sul Governo a riguardo della istituzione delle costituzioni postbelliche per i governi degli stati. All'inizio della sessione, Wythe ha anche scambiato versi umoristici con il suo amico e delegato William Ellery del Rhode Island nonostante le loro differenze politiche. Wythe allora sottoscrisse la Dichiarazione d'Indipendenza dopo il suo ritorno a Filadelfia in settembre. I nomi dei firmatari non furono resi pubblici fino al gennaio successivo, poiché tutti sapevano che la Dichiarazione era un atto di tradimento, punibile con la morte, qualora la ribellione fosse fallita.
Come fecero molti dei padri fondatori, Wythe pagò caro per sostenere l'indipendenza. I fattori ai quali egli aveva locato Chesterville, Hamilton Usher St. George, si dimostrarono spie britanniche, sebbene siano stati prosciolti da queste accuse il 23 aprile 1776. Come documentato negli archivi britannici St. George aveva invitato gli esecutori britannici delle incursioni che danneggiarono le piantagioni come anche Williamsburg e altri insediamenti lungo il fiume James. Truppe britanniche che si erano accampate a Portsmouth proseguirono le incursioni come le schermaglie presso il Waters Creek. Nel gennaio 1781 Benedict Arnold guidò gli incursori britannici, che costrinsero Jefferson a fuggire Richmond, e furono appiccati incendi che bruciarono la capitale dello stato e distrussero molti documenti coloniali. Proprio settimane prima, alla viglia del Nuovo Anno, si dice che Wythe avesse aiutato a eseguire un altro raid sulle loro navi britanniche. Infine, quattro carichi navali di vicini attaccarono Hamilton St. George nella sua casa sull'isola di Hog il 21 settembre 1781, costringendolo a fuggire a Chesterville e infine a New York e in Inghilterra. Chesterville subì dei danni prima che Wythe sloggiasse Mrs. St. George per entrare nella casa con Elizabeth e gli alleati francesi nella loro sede a Williamsburg. Durante la Campagna di Yorktown, che portò alla resa del generale Cornwallis, le truppe americane e francesi si accamparono a Williamsburg e il Conte Rochambeau occupò la casa di George Wythe. Il 21 dicembre 1781 un incendio distrusse il Palazzo del Governatore a Williamsburg e distrusse anche un'ala del collegio che comprendeva l'amata biblioteca di Wythe e gli strumenti di fisica.

### Padre fondatore
Tornando in fretta in Virginia da Filadelfia, il 23 giugno 1776, Wythe cominciò ad aiutare la Virginia a impostare il suo nuovo governo dello Stato. La convenzione costituzionale della Virginia aveva iniziato mesi prima (e la Virginia aveva votato il 15 maggio per istruire i suoi delegati federali a muoversi verso una dichiarazione d'indipendenza). Nonostante il suo arrivo in ritardo, Wythe partecipò a un comitato con George Mason e insieme progettarono il Sigillo della Virginia, iscritto con il motto Sic Semper Tyrannis, che è in uso ancora oggi. La faccia opposta mostra tre dee romane, Libertas circondata da Cerere ed Aeternitas.
I più notevoli contributi di Wythe nell'impostare il governo del nuovo stato ebbero inizio quando egli tornò nuovamente da Filadelfia quell'inverno. Wythe fece parte di un comitato, insieme a Jefferson ed Edmund Pendleton, per rivedere e codificare le sue leggi e contribuì anche a impostare il sistema giudiziario del nuovo stato. Benché poche delle loro più di 100 leggi proposte fossero state approvate, alcuni concetti quali libertà di religione, pubblico accesso ai documenti ufficiali ed educazione pubblica divennero importanti concetti nella nuova repubblica, come fu per il concetto di corti di appello intermedie. Quando un incidente rese inabile Pendleton, Jefferson e Wythe riscrissero la sua parte (con la costernazione di Pendleton). Wythe rimpiazzò Pendleton come speaker della Camera dei delegati della Virginia (Camera bassa) nel periodo legislativo successivo (1777–1778).
Wythe continuò anche a lavorare per impostare la nuova nazione. Nel 1787 Wythe divenne uno dei delegati della Virginia alla Convenzione di Filadelfia. Il collega delegato William Pierce considerava Wythe "uno dei più istruiti personaggi legali dell'attuale era" e noto per la sua "vita esemplare", ma "non un grande uomo politico" poiché egli aveva una "opinione sugli uomini troppo favorevole." In ogni caso, Wythe, Alexander Hamilton e Charles Pinckney furono membri del comitato che stabilì le regole e le procedure della convenzione. Wythe lasciò Filadelfia ai primi di giugno per andare dalla moglie sofferente. L'anno successivo, i vicini della contea di York elessero Wythe e John Blair a rappresentarli alla Convenzione di Ratifica della Virginia. Come presidente del Comitato del complesso, Wythe presiedette ai cambiamenti fino all'ultimo giorno. Lasciata la presidenza, Wythe disse che una ratifica era urgente. Pendleton successivamente che l'adesione alla Costituzione di Wythe forniva i margini per la ratifica, altrimenti si sarebbe dimostrata "una tomba per l'Unione".

### Insegnante
La carriera di Wythe come insegnante ebbe inizio con il suo incarico nel 1761 al Board of Visitors del College di William & Mary, e spesso essi si sovrapponevano alle sue carriere legale e giudiziaria. Per più di vent'anni, Wythe insegnò a numerosi apprendisti di legge, come a studenti del college. Tra i più famosi vi furono i futuri presidenti degli Stati Uniti Jefferson e James Monroe; i futuri senatori Henry Clay, Littleton Waller Tazewell e John Breckinridge; i futuri giudici della Virginia St. George Tucker e Spencer Roane; il futuro Presidente della Corte suprema John Marshall e il futuro Giudice associato della Corte suprema Bushrod Washington. Competente in Latino e Greco, noto anche per la sua devozione ai libri e all'apprendimento, Wythe inizialmente insegnò agli studenti sulla base di un apprendimento quasi individuale. Specialmente dopo il decesso di Elizabeth nel 1787, alcuni allievi privati si installarono nella sua casa e ricevettero lezioni giornaliere di lingue classiche, filosofia politica e giurisprudenza. Fra tutti questi individui, Wythe rimase il più vicino a Jefferson, con il quale egli lavorò e corrispose molte volte nei successivi decenni. Nella loro amicizia, insieme i due uomini lessero ogni tipo di altro materiale, dalle opere della letteratura inglese alla filosofia politica, ai saggi antichi.
Nel 1779 il Governatore Jefferson nominò Wythe alla recentemente creata Cattedra di Legge e Polizia, facendo di Wythe il primo (in ordine di tempo) professore di giurisprudenza negli Stati Uniti.

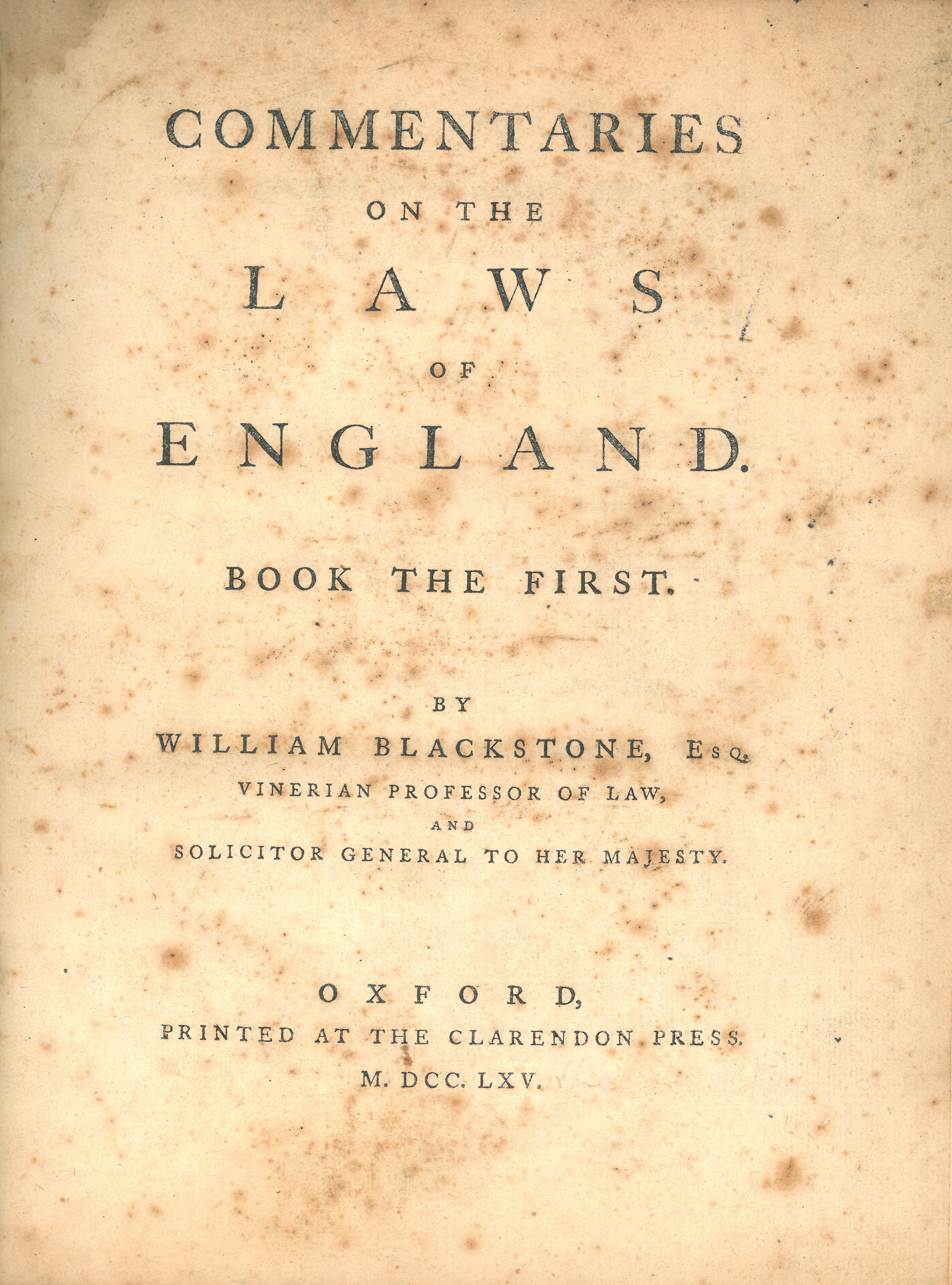
Il frontespizio del primo libro di William Blackstone's Commentaries on the Laws of England (1ª ed., 1765)

Come professore di giurisprudenza, Wythe introdusse un sistema di lezioni basato sui Commentari pubblicati da William Blackstone, come i I Nuovi Compendi delle Leggi di Matthew Bacon e gli Atti delle Assemblee della Virginia. Wythe sviluppò anche strumenti sperimentali, compresi i moot courts. L'apprendistato rimase il principale modo di imparare giurisprudenza a quei tempi, seguito da esami prima di una lunga pratica di avvocato. Quindi, non solo Marshall e Monroe assistettero alle lezioni di Wythe per un certo tempo, ma si associarono ad avvocati di maggiore esperienza prima di essere ammessi al Foro. Il college sospese le lezioni durante gli ultimi giorni della Guerra di rivoluzione, dopo la quale Wythe insegnò in Williamsburg e nel contempo assolse ai suoi doveri di giudice (principalmente a Richmond, come nuova capitale) fino al periodo 1788–1789. Wythe allora si dimise dal collegio e annunziò che intendeva spostarsi a Richmond per concentrarsi sui suoi doveri giuridici. Viaggiare per la nuova capitale per le quattro sessioni giudiziali ogni anno può essere diventato oneroso, molti amici e colleghi di Wythe erano deceduti o si erano trasferiti e la vita intellettuale e culturale di Williamsburg si spostò e la sua vitalità declinò dopo che la capitale si era spostata a monte del fiume. Anche le vertenze che coinvolgevano il professor Rev. John Bracken stancarono Wythe.
A Richmond, Wythe continuò il suo perseguimento della conoscenza e iniziò anche a imparare la lingua ebraica da Rabbi Seixas. Uno degli ultimi allievi di Wythe, William Munford, definì Wythe "uno dei più rimarchevoli uomini che abbia conosciuto" e ricordò in particolare la filosofia scolare di Wythe, 
("Venti anni di elucubrazioni" di Lord Coke)
St. George Tucker, il suo periodo di studente e giudice, succedette a Wythe come professore di diritto e pubblicò un'edizione annotata dell'opera di Blackstone prima di dimettersi nel 1804 per succedere a Edmund Pendleton alla Corte Suprema di Appello della Virginia. Nel 1920 il college (oggi un'università) istituì una scuola di diritti cui diede i nomi di Wythe e Marshall.

### Giudice in Virginia
Sebbene Wythe avesse prestato servizio come quello che oggi è detto giudice di pace nella Contea di Elizabeth City durante il periodo coloniale, la sua reputazione come "L'Aristide Americano" derivava dal servizio di Wythe come giudice, prestato dopo che la Virginia era divenuta uno stato, come dalla sua scolarità sopra discussa. Il giuramento prestato da Wythe indica la sua filosofia giudiziaria 
(Thomas W. Strahan, Retainer from the Lord, (Iowa, 1976) p. 3)
Wythe progettò anche il sigillo della Cancelleria del Tribunale, illustrante la punizione del giudice persiano Sisamme, ucciso e spellato per aver preso una mazzetta.
Nel 1777 Wythe divenne uno dei tre giudici della recentemente formata Alta Corte di Chancery. Amministrare equità e sviluppare quel ramo del diritto divenne la sua missione per il resto della sua vita. Wythe fu eletto giudice federale presso la Corte di Appello nei Casi di Catture nel 1780, ma declinò la nomina. Wythe in particolare disprezzava gli avvocati che protraevano le cause con elevati costi per le parti, ma solo nel loro proprio interesse, e anche nei suoi ultimi giorni rimpiangeva l'onere dei ritardi subiti da coloro che cercavano giustizia dal suo Tribunale. Nella riorganizzazione del sistema giudiziario del 1788, Wythe divenne unico giudice del Tribunale di Chancery della Virginia, rifiutando di essere promosso con Edmund Pendleton alla Corte Suprema di Appello (oggi nota come Corte Suprema della Virginia). Entrambi rifiutarono le offerte del Presidente George Washington i giurisdizione nelle nuove corti federali, sebbene il loro collega John Blair avesse accettato un incarico presso la Suprema Corte degli Stati Uniti. Nel 1802 il legislatore creò due tribunali territoriali in più a Chancery, ma Wythe rimase a Richmond.
Nel 1782 l'opinione sul caso Commonwealth versus Caton, Wythe sostenne la revisione di giudizio delle azioni legislative, per cui divenne un predecessore alla decisione del giudice Marshall nel caso Marbury versus Madison. Dopo che i tribunali della Virginia avevano condannato Caton e altri due uomini per tradimento, essi interposero appello per il perdono. La Camera dei Delegati accolse la loro richiesta di perdono, ma il Senato dello stato la respinse. Wythe decise che il tribunale aveva il diritto di rivedere questo perdono e che la giustizia era obbligata a
(Stanard, p. 39)
Pendleton e Blair furono d'accordo con questo principio di revisione di giudizio, sebbene su basi leggermente diverse. Ciò non di meno, dopo la decisione, entrambe le camere legislative perdonarono gli uomini, risparmiando loro l'esecuzione.
Comunque, le decisioni del Cancelliere di Wythe furono modificate o respinte più volte, in particolare dalle corti di appello nelle quali entrò il suo ex studente Spencer Roane nel 1794. Nel 1795 Wythe pubblicò analisi di alcuni dei suoi casi e le successive sentenze appellate e successivamente vi aggiunse alcuni pamphlet. Sebbene questa pubblicazione offendesse Pendleton, egli decise di non replicare. Una delle più famose decisioni di Wythe (impopolari a quei tempi), Page v. Pendleton, sostenne l'autorità del trattato federale di pace del 1783 con la Gran Bretagna, che richiedeva che i debiti verso commercianti britannici fossero pagati nei termini contrattuali, sebbene la Virginia avesse approvato una legge che consentiva i pagamenti in valuta cartacea deprezzata.
In Roane v. Innes, Wythe sostenne le richieste sulle pensioni dei soldati della Guerra Rivoluzionaria ma fu sconfitto. Pendleton morì nel 1803, appena prima che potesse esprimere un'opinione per rovesciare Wythe nel caso Turpin v. Lockett, che riguardava la vendita delle terre separate da quelle che costituivano un beneficio ecclesiastico, almeno nominalmente per sostenere i poveri.

## Opinione sullo schiavismo
Wythe divenne sempre più anti-schiavista man mano che il tempo passava ed emancipò tutti i suoi schiavi alla fine della Rivoluzione americana. Il problema della schiavitù preoccupò Wythe nei suoi ultimi anni. Nel 1785 Jefferson assicurò l'abolizionista inglese Richard Price che i sentimenti di Wythe contro lo schiavismo erano inequivocabili. Durante i primi due decenni dopo la guerra, così tanti virginiani liberarono schiavi che i neri liberi nello stato erano aumentati da meno dell'1% della popolazione a quasi il 10% nel 1810. Comunque, l'era vide anche lo sviluppo di leggi sempre più dure nei confronti degli schiavi, in particolare poiché i padroni di schiavi temevano rivolte come quella haitiana, che ebbe inizio nel 1791. Le tensioni aumentarono nel 1793, quando 137 navi che imbarcavano profughi francesi da Haiti, insieme ai loro schiavi, giunsero a Richmond. Marshall e altri eminenti cittadini scrissero al Governatore Henry Lee III circa voci di rivolte di schiavi, e la milizia bianca si armò.
Sei navi che trasportavano da 500 a 1000 profughi cattolici neri, alcuni liberi e in buona salute e altri schiavi, giunsero a Baltimora nel luglio 1791 e/o giugno 1793 dopo inutili fermate a Charleston, nella Carolina del Sud e a Norfolk in Virginia. Successivamente, guidati da preti sulpiziani, che stavano fuggendo alla Rivoluzione francese e successivamente da Redentoristi e da Gesuiti, i cattolici neri rendevano il loro culto nel pianoterra del Seminario di Santa Maria, quindi in quello della cappella della chiesa di Sant'Ignazio (ridedicata a san Pietro Claver) prima che essi infine formassero la prima parrocchia di neri americani, la chiesa di San Francesco Saverio a Baltimora, nel Maryland durante il periodo della guerra civile.
I preti giuseppini divennero associati alla parrocchia un decennio dopo, e la sede della parrocchia si spostò nel 1932 e nel 1968.
Questi primi profughi haitiani fondarono anche le Suore oblate della Provvidenza nel 1828, il cui ordine continua la sua missione di insegnamento. L'invenzione della sgranatrice di cotone (cotton gin) nel 1794 rese la produzione di cotone, usando la mano d'opera degli schiavi, particolarmente redditizia nel profondo sud, e quei proprietari di piantagioni importavano schiavi dal Maryland e dalla Virginia, specialmente quando l'importazione di schiavi dall'Africa e dalle colonie dei Caraibi britannici divenne illegale e difficile.
Nel 1798 i legislatori della Virginia vietarono ai membri di società di schiavi emancipati dal partecipare a giurie in processi che coinvolgessero cause intentate da schiavi contro degli schiavisti per rivendicare la libertà, il che probabilmente condizionò Wythe quale giudice in tali casi e fece sì che la Società Abolizionista della Virginia non scomparisse in quell'anno. Nel 1800 il Governatore James Monroe fece venire delle truppe che stroncarono la rivolta guidata da Gabriel Prosser vicino a Richmond, 35 schiavi furono condannati a morte. Ulteriori voci di insurrezioni di schiavi portarono ad allarmi ed esecuzioni, queste ultime talvolta senza un valido processo, nel 1802 e nel 1803. Così, nella sessione legislativa che ebbe inizio nella primavera del 1806, l'anno del decesso di Wythe, fu approvata una legge che imponeva agli schiavi liberati di lasciare lo stato entro 12 mesi, sebbene una successiva modifica consentì ai Tribunali locali di permettere a certi schiavi affrancati di rimanere.

### Affrancamenti
Quando Elizabeth, la moglie di Wythe, morì il 18 agosto 1787, Wythe si trovò a decidere di alcuni schiavi che il padre di lei aveva lasciato in eredità a Elizabeth, e li rese ai parenti di lei. Wythe chiese formalmente l'affrancamento per la cuoca e governante, da anni al loro servizio, Lydia Broadnax il 20 agosto 1787, due giorni dopo il decesso di Elizabeth. Quattro anni più tardi, Lydia accompagnò Wythe quando si trasferì a Richmond, dove in precedenza si recava quattro volte l'anno per gestire le cause del Tribunale di Chancery. In aggiunta, un giovane meticcio, Michael Brown, nato libero nel 1790, viveva nella casa di Wythe. Nel 1797 Broadnax entrò in possesso della propria casa, dove lei e Brown vivevano e presero dei pensionanti. Wythe si interessava di Brown, gli insegnò il greco e condivise con lui la propria biblioteca. Il 29 gennaio 1797 Wythe liberò anche Benjamin, un altro schiavo adulto che continuò a lavorare come suo domestico a Richmond; Wythe nominò nel 1803 Benjamin uno degli eredi nel suo testamento, che comprendeva il denaro per la prosecuzione degli studi di Brown.
La storica Fawn M. Brodie, che lavorò sul legame tra Jefferson e Sally Hemings, sostiene che Broadnax era la concubina di Wythe e che Brown era il loro figlio. Il biografo di Wythe, Imogene Brown, nota che il cognome di Brown e l'età di Broadnax rendono ciò improbabile. Philip D. Morgan nota però come non ci fossero indiscrezioni documentate a proposito di Wythe e Broadnax a quel tempo, a differenza del caso di Jefferson e Hemings, testimoniato da giornali, lettere personali e diari.

### Decisioni giudiziarie
Wythe per anni seguì i precedenti in Virginia (compreso il caso Blackwell v. Wilkinson, dove il Tribunale Generale aveva respinto le sue tesi contro il trattamento degli schiavi come proprietà). I problemi di schiavismo spesso giungevano in tribunale, poiché non vi era rimedio alla legge. Le leggi sullo schiavismo in Virginia divennero più severe via via che l'importanza di Richmond come centro di commercio di schiavi per il sud continuò ad incrementarsi, e i piantatori francesi, tra cui quelli di Haiti, giunsero in Virginia con migliaia di schiavi. Wythe fu autore di due opinioni legali ed economiche che tentarono di distogliere la Virginia dalla sua posizione di base legale ed economica radicata all'inizio del XIX secolo.
Entrambi Wythe e Pendleton sedettero sui banchi del tribunale che garantì la libertà agli schiavi nel caso Pleasants v. Pleasants. Comunque questa sentenza fu appellata e nel 1799 la Virginia approvò una legge che proibiva la partecipazione alle giurie nelle cause riguardanti la libertà dallo schiavismo. La decisione di Wythe fu modificata dalla Corte d'Appello condotta da Pendleton e Roane.
Questo caso riguardava una volontà dei Quaccheri nel 1771, che pretendevano di dare libertà agli schiavi prima che Wythe e Jefferson redigessero la legge del 1782 che legalizzava l'affrancamento in Virginia. Robert Pleasants e alcuni dei suoi seguaci avevano dato la libertà a circa 100 schiavi come suo padre aveva richiesto, dopo che l'affrancamento era divenuto legale. Pleasants esercitò ampiamente un'attività di lobby per le leggi sull'affrancamento e fondò la Società Abolizionista della Virginia nel 1790. Marshall e John Warden rappresentavano gli schiavi che cercavano la loro libertà e Pleasants quale esecutore delle volontà di suo padre, quando essi insieme fecero causa ai fratelli che avevano mancato di obbedire alle istruzioni testamentarie. Ogni giudice di Corte d'Appello sul caso di Pleasants v. Pleasants in Pleasants v. Pleasants concordò con Wythe che la volontà avrebbe potuto essere imposta e pretese che gli schiavi fossero liberati. Comunque, nessuno dei giudici (tutti proprietari di schiavi) riteneva appropriate le garanzie di rimborso di Wythe, e tutti loro concordavano che i figli nati da genitori schiavi non avrebbero effettivamente ottenuto la loro libertà fino a quando non avessero pagato ai loro padroni le spese per crescerli, cosa che nei decenni a venire divenne piuttosto ampia. Allora, sebbene John Pleasants fosse deceduto avendo la proprietà di oltre 530 schiavi, meno di un quarto di loro ricevette la libertà.
In uno degli ultimi casi di Wythe, Hudgins v. Wright (1806), Wythe, secondo Paul Finkelman, "da solo tentò di abolire la schiavitù per via "d'interpretazione giudiziaria". Jackey Wright, uno schiavo, intentò causa contro Houlder Hudgins (che, incidentalmente, aveva acquistato Chesterville da Wythe) per ottenere la libertà per sé e per i suoi due figli. Wright basò la sua richiesta sulla discendenza di Wright Indiani americani, compresa una donna di nome Butterwood Nan. Gli Indiani erano considerati liberi in Virginia a quel tempo. Wythe legiferò in favore di Wright su due basi. Egli esaminò le donne e notò che tutte e tre le generazioni della famiglia mostravano solo ascendenze indiane e bianche, senza alcuna traccia di ascendenza africana. Poiché Hudgins non fornì una prova definitiva della discendenza di Wright da una madre schiava, Wythe considerò Wright e i suoi figli "presuntivamente liberi". In alternativa, Wythe sostenne che "tutti gli uomini erano presuntivamente liberi in Virginia in conseguenza della Dichiarazione dei diritti del 1776." Ciò era simile alla contemporanea sentenza in "Brom e Bett contro Ashley", che stabilì che la Costituzione del Massachusetts sosteneva la libertà per tutti gli uomini.
Quando Hudgins si appellò presso la Corte suprema della Virginia dopo l'omicidio di Wythe, tutti i giudici all'unanimità confermarono la decisione di Wythe consentendo la libertà a Wright, ma solo su basi limitate. L'ex studente di Wythe, St. George Tucker, confermò la normativa di Wythe solo per la particolare e limitata natura dello schiavismo degli Indiani nello stato. L'altra opinione estensiva nel caso venne dal giudice Spencer Roane, che contrastava la presunzione di libertà per gli Indiani, come condannava Hudgins per aver mancato di fornire evidenza di qualsiasi ascendenza nera di coloro che cercavano la loro libertà. Allora, tutti i giudici di appello sostennero che dopo due decenni di anzianità, la Dichiarazione dei Diritti non era applicabile ai neri. Sebbene Tucker (un proprietario di schiavi) respinse questa via giudiziaria alla libertà, egli aveva scritto in favore dell'emancipazione e continuava a battersi per quest'ultima in altre occasioni politiche.

## Lo scandalo della morte
Nel 1805 un nipote della sorella di Wythe, il diciassettenne George Wythe Sweeney, viveva con il suo vecchio omonimo. La primavera successiva Wythe si rese conto che Sweeney aveva rubato alcuni dei suoi libri, probabilmente per pagare debiti di gioco e mantenere uno stile di vita dissoluto. Wythe rivide anche il suo testamento all'inizio del 1806 poiché Thomas Jefferson era stato d'accordo a educare il giovane mulatto Brown, sebbene queste nuove disposizioni non avrebbero avuto effetto se Brown fosse morto prima di Sweeney, il che accadde.

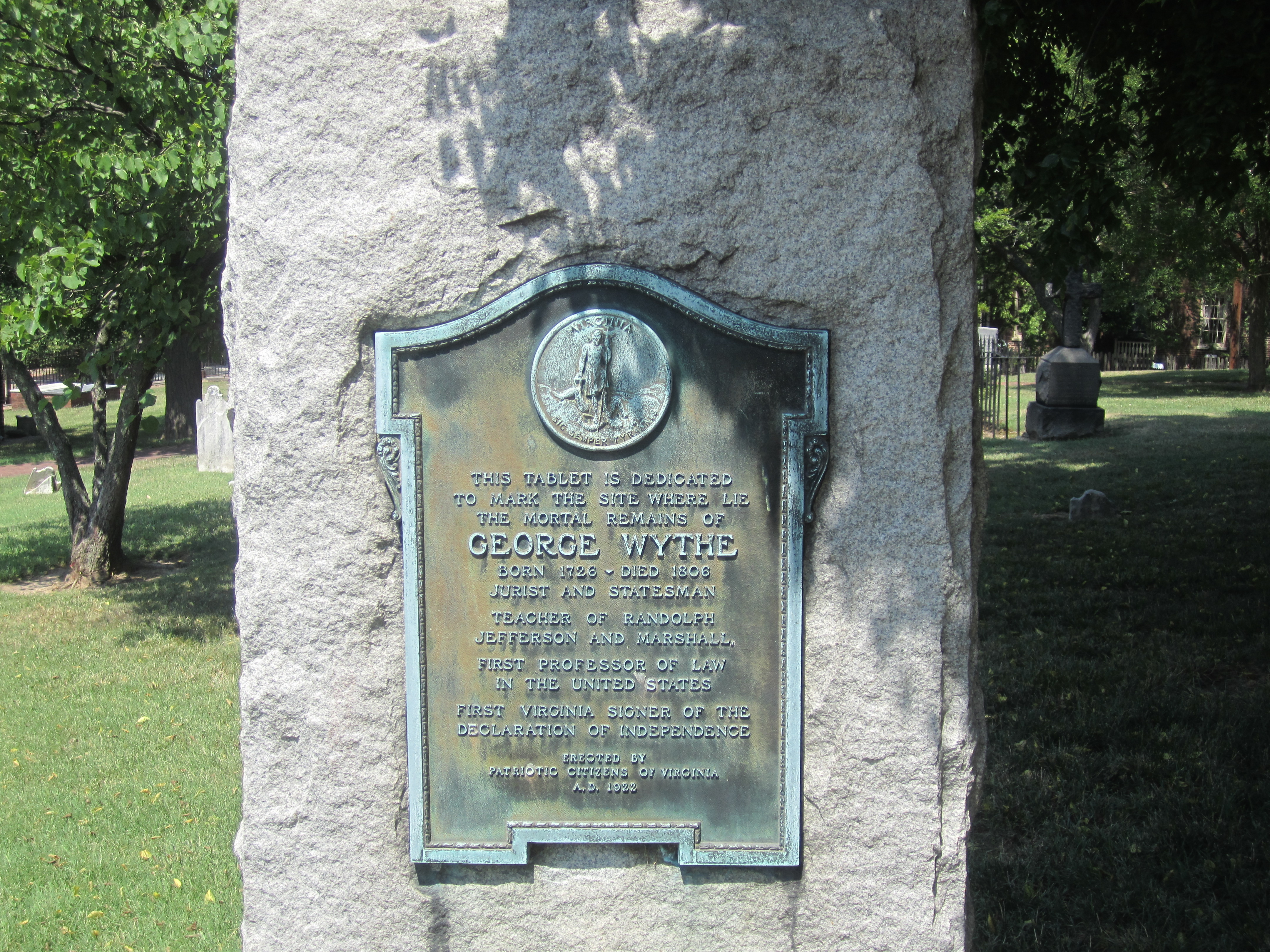
La pietra tombale di George Wythe nella St. John's Episcopal Church a Richmond

Il 25 maggio 1806 Wythe, Broadnax e Brown si ammalarono gravemente. Il principale medico di Richmond, il vecchio amico di Wythe, James McClurg, James McCaw e il suo medico personale, William Foushee, sospettarono in un primo tempo che si trattasse di colera, smentendo il convincimento di Wythe di essere stato avvelenato. Due giorni dopo Sweeney tentò d'incassare un assegno di 100 dollari, tratto sul conto di Wythe, che la banca trovò sospetto poiché la malattia di Wythe era divenuta nota a tutta la città. La banca ritirò parecchi assegni anteriori, che Wythe aveva in precedenza negato di aver firmato. Gravemente ammalato ma ancora tentando di interessarsi agli affari legali, Wythe rifiutò di offrire una cauzione per Sweeney, che fu imprigionato. Dopo aver appreso che Brown era deceduto il 1º giugno, Wythe scrisse una postilla al suo testamento, redatta da Edmund Randolph, che diseredava George Sweeney in favore di Charles, Jane e Ann Sweeney. Sebbene McClurg spesso utilizzasse salassi, i medici furono d'accordo che Wythe avesse effettivamente richiesto di far eseguire su di lui un'autopsia dopo la sua morte. Stranamente, Houlder Hudgins fu amministratore per almeno due dei suoi fratelli, che erano diventati eredi di Wythe.
Broadnax guarì (sebbene lei in seguito patì delle conseguenze per il resto della propria vita e ricevette un certo aiuto da Jefferson). Broadnax disse a molti che lei aveva visto Sweeney versare una polvere nel loro caffè del mattino. Altri testimoni neri testimoniarono di aver visto Sweeney far uscire di prigione dei fogli che parevano contenere veleno per topi. Comunque, i giudici di entrambi i processi concordarono che le leggi razziali della Virginia proibivano le testimonianze dei neri al processo.
Wythe morì l'8 giugno 1806 e Sweeney fu accusato di aver avvelenato Wythe e Brown con arsenico. Gli eminenti procuratori William Wirt ed Edmund Randolph difesero Sweeney. La pubblica accusa fu condotta da Philip Norborne Nicholas, nipote di Randolph. Quasi subito i giudici annullarono l'accusa di omicidio per Brown a causa della sua razza. Una giuria assolse Sweeney per l'omicidio di Wythe. Alcuni attribuirono la sentenza alla malriuscita autopsia (che non utilizzò i ben noti test sull'uso dell'arsenico), e alle discordanti testimonianze dei medici. Altri incolparono le leggi della Virginia, che fin dal 1732 proibivano le testimonianze dei neri, fossero essi liberi o schiavi. In un processo separato riguardante la falsificazione di assegni, Sweeney fu condannato. Tuttavia questa condanna fu annullata in appello in base alla formulazione della legge sulle falsificazioni che Wythe e Jefferson avevano redatto anni prima (riconoscendo il crimine contro vittime individuali, ma non contro società come le banche). Sweeney se ne andò nel Tennessee. Qui, si disse poi che fosse stato condannato e incarcerato per aver rubato un cavallo, dopo di che scomparve dalla scena.

## Lascito e onori
In 1790 Wythe ricevette la Laurea honoris causa dal College di William & Mary.
Nelle sue ultime volontà, Wythe lasciò la sua ampia biblioteca a Thomas Jefferson. Questa fu parte della collezione che Jefferson più tardi vendette per creare la Biblioteca del Congresso. Jefferson lodò Wythe come
(Thomas Jefferson)
 Jefferson successivamente rifiutò un'offerta note di lezioni e altri documenti legali di Wythe, ritenendo che essi avrebbero dovuto invece andare a quella che diventerà poi la Biblioteca della Virginia. Infine si disse che fossero in possesso o di Spencer Roane (che bruciò molte carte prima del suo decesso) o dei sui amico Thomas Ritchie (editore del Richmond Enquirer); si disse infine che fossero andati perduti negli anni 1830. Il nipote di Jefferson George Wythe Randolph, che divenne ministro della Guerra degli Stati Confederati d'America, deve il suo nome a Wythe.

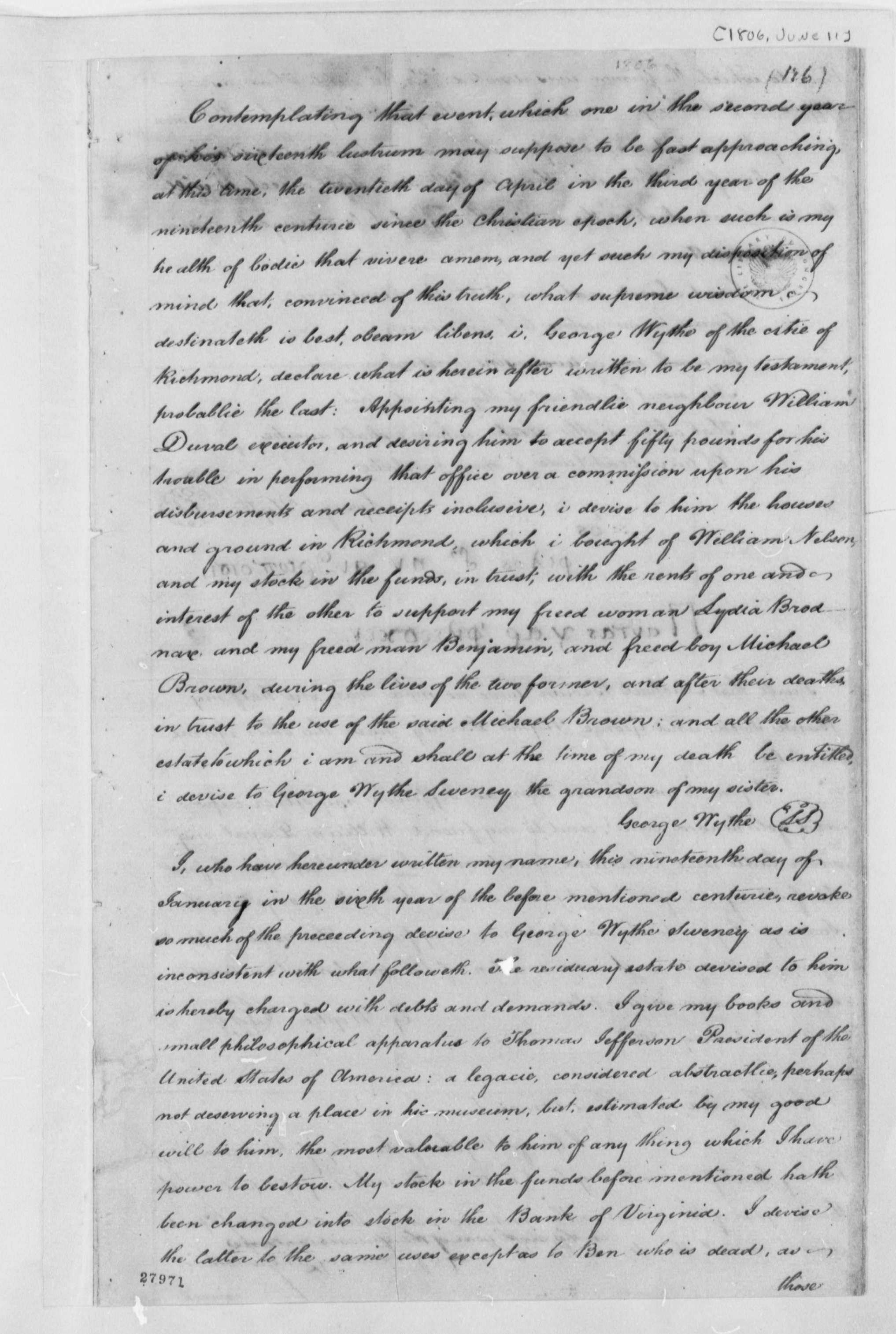
Volontà di George Wythe, 1806, che lasciò i suoi libri a Thomas Jefferson

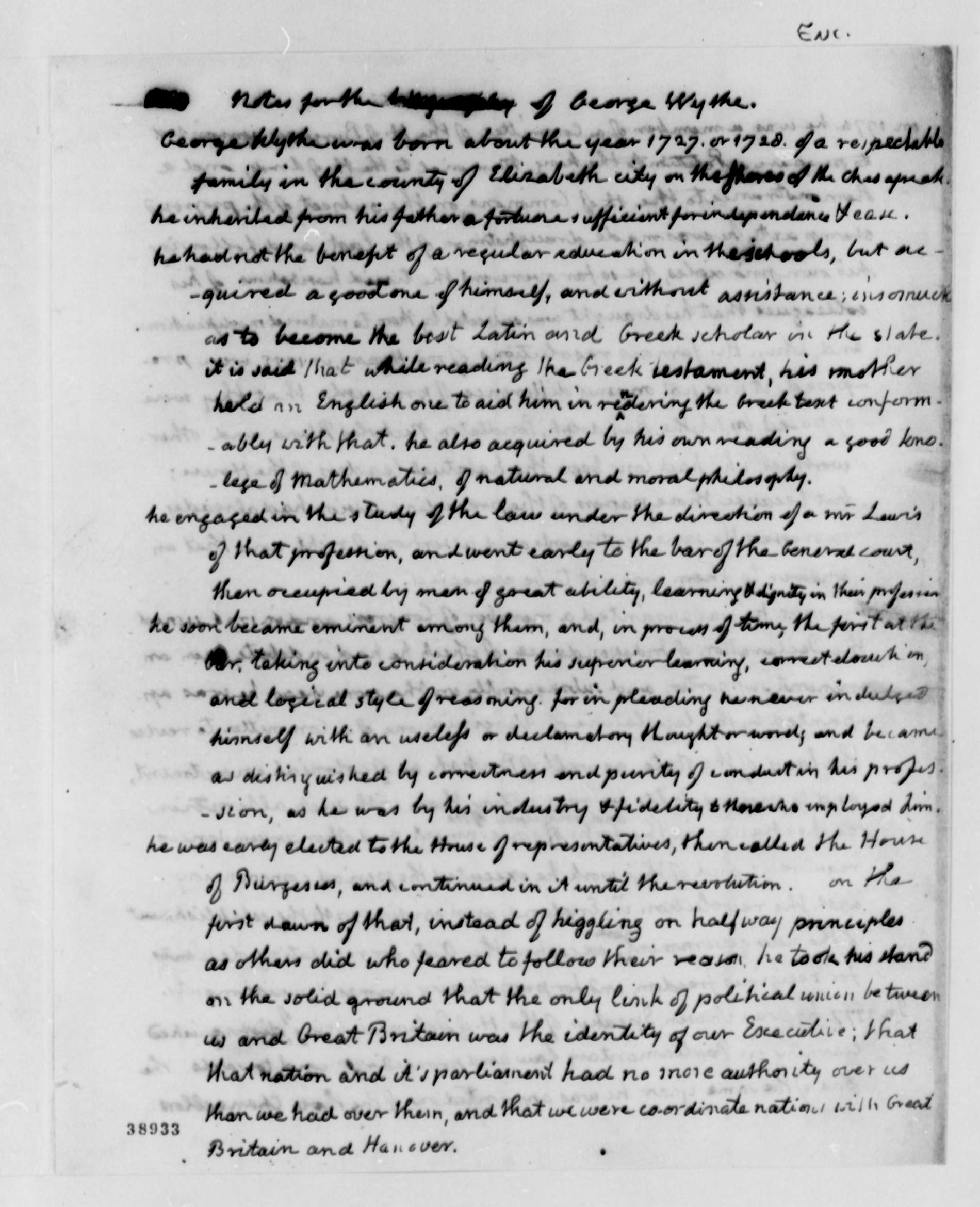
Le annotazioni di Thomas Jefferson sulla biografia di Wythe, 1820

Posti associati a Wythe rimangono conservati ancora oggi e durante i secoli altri luoghi sono stati preservati in suo onore:
- La casa di Wythe a Williamsburg, in Virginia, si trova nei pressi della Bruton Parish Church, della quale Wythe era un membro dell'assemblea parrocchiale.[116] La sua casa fu acquistata dalla Fondazione Coloniale Williamsburg nel 1938. Oggi funge da museo come Wythe House.
- Molti luoghi in Virginia hanno preso il nome da lui: la Contea di Wythe, il suo capoluogo Wytheville; il distretto di Wythe e i suoi dintorni, compreso il Vecchio Distretto Storico di Wythe a Hampton, una sezione della strada statale US-301 chiamata Wythe Street a Petersburg; Wythe Avenue a Richmond.
- Anche numerose scuole pubbliche in Virginia hanno preso il nome da lui: la scuola media superiore di Wytheville e Richmond; una ex scuola superiore ed ex scuola elementare ad Hampton.
- La Marshall-Wythe School of Law al College di William & Mary.
- La George Wythe University, a Salt Lake City.
- George Wythe Hotel. URL consultato il 2 dicembre 2022 (archiviato dall'url originale il 4 novembre 2012). a Wytheville.
- La nave Liberty della seconda guerra mondiale (SS George Wythe).